# Zala Predators
Gli Zala Predators sono stati una squadra di football americano di Zalaegerszeg, in Ungheria; fondati nel 2004, hanno raggiunto 2 volte il Pannon Bowl senza mai vincerlo. Hanno chiuso nel 2015.

## Dettaglio stagioni

### Amichevoli
| Stagione | Vin | Par | Per | Tot | PF  | PS  | avversaria                                                    |
| -------- | --- | --- | --- | --- | --- | --- | ------------------------------------------------------------- |
| 2005     | 0   | 0   | 3   | 3   | 21  | 94  | Nagykanizsa Demons, Budapest Wolves 2, Budapest Black Knights |
| 2006     | 1   | 0   | 2   | 3   | 32  | 116 | Styrian Stallions, Budapest Cowboys, Nyíregyháza Tigers       |
| 2007     | 1   | 0   | 0   | 1   | 74  | 0   | Újpest Bulldogs                                               |
| 2008     | 1   | 0   | 0   | 1   | 20  | 0   | Nagykanizsa Demons                                            |
| Totale   | 3   | 0   | 5   | 8   | 147 | 210 |                                                               |

### Tornei nazionali

#### Campionato

##### MAFL/Divízió I (primo livello)
| Stagione | regular season | regular season | regular season | regular season | regular season | regular season | playoff | playoff | playoff | playoff | playoff | playoff   | playoff    |
|          | Vin            | Par            | Per            | Tot            | PF             | PS             | Vin     | Per     | Tot     | PF      | PS      | risultato | avversaria |
| -------- | -------------- | -------------- | -------------- | -------------- | -------------- | -------------- | ------- | ------- | ------- | ------- | ------- | --------- | ---------- |
| 2006     | 0              | 0              | 3              | 3              | 36             | 148            | -       | -       | -       | -       | -       | -         | -          |
| 2011     | 2              | 0              | 4              | 6              | 81             | 118            | -       | -       | -       | -       | -       | -         | -          |
| Totale   | 2              | 0              | 7              | 9              | 117            | 266            | -       | -       | -       | -       | -       |           |            |

Fonti: Enciclopedia del Football - A cura di Massimo Mezzetti

##### Divízió II (secondo livello)
| Stagione | regular season | regular season | regular season | regular season | regular season | regular season | playoff | playoff | playoff | playoff | playoff | playoff      | playoff              |
|          | Vin            | Par            | Per            | Tot            | PF             | PS             | Vin     | Per     | Tot     | PF      | PS      | risultato    | avversaria           |
| -------- | -------------- | -------------- | -------------- | -------------- | -------------- | -------------- | ------- | ------- | ------- | ------- | ------- | ------------ | -------------------- |
| 2007     | 3              | 0              | 1              | 4              | 84             | 58             | -       | -       | -       | -       | -       | Quarto posto | -                    |
| 2008     | 5              | 0              | 0              | 5              | 163            | 24             | 1       | 1       | 2       | 57      | 36      | Pannon Bowl  | Nyíregyháza Tigers   |
| 2009     | 4              | 0              | 0              | 4              | 152            | 27             | 2       | 1       | 3       | 41      | 40      | Pannon Bowl  | Dunaújváros Gorillaz |
| Totale   | 12             | 0              | 1              | 13             | 399            | 109            | 3       | 2       | 5       | 98      | 76      |              |                      |

Fonti: Enciclopedia del Football - A cura di Massimo Mezzetti

##### Divízió II (terzo livello)
| Stagione | regular season | regular season | regular season | regular season | regular season | regular season | playoff | playoff | playoff | playoff | playoff | playoff    | playoff             |
|          | Vin            | Par            | Per            | Tot            | PF             | PS             | Vin     | Per     | Tot     | PF      | PS      | risultato  | avversaria          |
| -------- | -------------- | -------------- | -------------- | -------------- | -------------- | -------------- | ------- | ------- | ------- | ------- | ------- | ---------- | ------------------- |
| 2012     | 3              | 0              | 2              | 5              | 114            | 77             | -       | -       | -       | -       | -       | -          | -                   |
| 2015     | 2              | 0              | 2              | 4              | 113            | 55             | 1       | 0       | 1       | 28      | 47      | Semifinale | Debrecen Gladiators |
| Totale   | 5              | 0              | 4              | 9              | 227            | 132            | 1       | 0       | 1       | 28      | 47      |            |                     |

Fonti: Enciclopedia del Football - A cura di Massimo Mezzetti

### Riepilogo fasi finali disputate
| Anno           | Luogo | Evento     | Fase del torneo | Incontro                              | Risultato |
| 5 luglio 2008  |       | Divízió II | Pannon Bowl     | Nyíregyháza Tigers - Zala Predators   | 36 - 20   |
| 11 luglio 2009 |       | Divízió II | Pannon Bowl     | Dunaújváros Gorillaz - Zala Predators | 10 - 0    |
| 15 luglio 2015 |       | Divízió II | Semifinale      | Debrecen Gladiators - Zala Predators  | 40 - 14   |